# حشره‌خوار ترکیه‌ای
 حشره‌خوار ترکیه‌ای (نام علمی: Crocidura arispa) نام یک گونه از سرده حشره‌خوارهای دندان‌سفید است.